# Carena de Cantacorbs
La Carena de Cantacorbs és una serra situada entre els municipis de Sant Bartomeu del Grau (Osona) i de Sobremunt (Lluçanès), amb una elevació màxima de 842 metres.